# Marthe Vinot
Marthe Vinot, nata Marthe Lagrange (Parigi, 8 dicembre 1894 – Parigi, 13 luglio 1974), è stata un'attrice francese del cinema muto.

## Biografia
Rimasta vedova di Maurice Vinot, un attore morto al fronte il 23 giugno 1916, si risposò con Pierre Blanchar (1892-1963). Dal loro matrimonio nacque la figlia Dominique (1927-2018) che, in seguito, avrebbe intrapreso pure lei la carriera di attrice.

## Filmografia
La filmografia - basata su IMDb - è completa.
- Les Yeux clos, regia di Louis Feuillade (1911)
- André Chénier, regia di Étienne Arnaud e Louis Feuillade (1911)
- Le Destin des mères, regia di Louis Feuillade (1912)
- Le Mort vivant, regia di Louis Feuillade (1912)
- Le Château de la peur, regia di Louis Feuillade (1912)
- La Maison des lions, regia di Louis Feuillade (1912)
- Le Proscrit, regia di Louis Feuillade (1912)
- Préméditation, regia di Louis Feuillade (1912)
- Bébé et la gouvernante, regia di Louis Feuillade (1912)
- il nano (Le Nain), regia di Louis Feuillade (1912)
- L'Anneau fatal - I - 1798, regia di Louis Feuillade (1912)
- Bébé et le financier, regia di Louis Feuillade (1912)
- Bébé, Bout-de-Zan et le voleur, regia di Louis Feuillade (1912)
- Cendrillon ou La Pantoufle merveilleuse, regia di Georges Méliès (1912)
- Occhi spenti (Les Yeux qui meurent), regia di Louis Feuillade (1912)
- Il salvadanaio di Pallottolino (La Tirelire de Bout-de-Zan), regia di Louis Feuillade (1913)
- Le Mariage de miss Nelly, regia di Louis Feuillade (1913)
- Occhi che vedono (Les Yeux ouverts ), regia di Louis Feuillade (1913)
- L'Angoisse, regia di Louis Feuillade (1913)
- Pallottolino cantante girovago (Bout-de-Zan chanteur ambulant), regia di Louis Feuillade (1913)
- Juve contre Fantômas, regia di Louis Feuillade (1913)
- L'Effroi, regia di Louis Feuillade e Georges-André Lacroix (1913)
- Severo Torelli, regia di Louis Feuillade (1913)
- Il Calvario (Le Calvaire), regia di Louis Feuillade (1914)
- Les Fiancés de Séville, regia di Louis Feuillade (1914)
- Le Blason, regia di Louis Feuillade (1915)
- L'Escapade de Filoche, regia di Louis Feuillade (1915)
- Son or, regia di Louis Feuillade (1915)
- Madame Fleur-de-Neige, regia di Gaston Ravel (1915)
- Un mariage de raison, regia di Louis Feuillade e Léonce Perret (1916)
- Le Crépuscule du coeur, regia di Maurice Mariaud (1916)
- La Danseuse voilée, regia di Maurice Mariaud (1917)
- L'Obstacle, regia di Jean Kemm (1918)
- Le Gage, regia di Paul Barlatier (1920)
- La Falaise, regia di Paul Barlatier (1920)
- La Proie, regia di Marcel Dumont (1921)
- Fleur des neiges, regia di Paul Barlatier (1921)
- Vingt ans après, regia di Henri Diamant-Berger (1922)
- Le Sang d'Allah, regia di Luitz-Morat e Alfred Vercourt (1923)
- Surcouf, regia di Luitz-Morat (1925)